# Збірна Кельна з футболу
Футбольна команда «Кельн XI» — зібрана з кельнських футболістів, які брали участь у двох турнірах Кубка ярмарків.
У турнірі мала взяти найкраща футбольна команда ярмаркового міста. Однак, оскільки правила дозволяли лише одну команду від кожного міста, клуби «Кельн» і «Вікторія» вирішили сформувати спільну команду саме для цього турніру.

## Результати в Кубку ярмарків
| сезон   | раунд   | Суперник       | Загалом | Перша гра  | Друга гра |
| ------- | ------- | -------------- | ------- | ---------- | --------- |
| 1958/60 | 1 раунд | Бірмінгем Сіті | 2:4     | 2:2 (Д)    | 0:2 (Г)   |
| 1960/61 | 1 раунд | Ліон           | 4:3     | 3:1 (Г)    | 1:2 (Д)   |
| 1960/61 | 2 раунд | Рома           | 2:2     | 0:2 (Д)    | 2:0 (Г)   |
| 1960/61 | 2 раунд | Рома           | 2:2     | 1:4 у Римі |           |